# 南屯駅
南屯駅（なんとんえき）は台湾台中市南屯区同心里にある台中捷運緑線の駅。文心路と五権西路の交差点北側に位置する。

## 沿革
計画時の駅名は「五権西文心」、駅番号はG11だった(p88)
- 2013年3月1日 - 当駅を含む工区起工[2](pp4-5)。
- 2018年6月30日 - 駅名決定[3]。
- 2020年
  - 11月16日 - プレ開業（12月15日まで4週間無料）[4]。
  - 11月22日 - 車両点検のため全線プレ開業中止[5]。
  - 12月19日 - 正式開業予定[4]。
- 2021年
  - 3月25日 - プレ営業再開（4月23日までの30日間はIC無料。4月24日は運休）[6]。
  - 4月25日 - 正式開業[7]。

## 駅構造
相対式ホーム2面2線の高架駅
駅舎は長さ67.2メートル、幅22.8メートル、ホーム地上高11.7メートル(p91)。駅舎は長さ84メートル、幅22.8メートル、ホーム地上高12.2メートル。

### 駅階層
北上（西側）ホームはコンコースと直結しておらず、対面ホームから跨線橋で往来する必要がある。
|           |                               |                                                 |
| 地上 四階 | 連絡通路                      | 跨線橋                                          |
| 地上 三階 | 相対式ホーム 右側のドアが開く | 相対式ホーム 右側のドアが開く                   |
| 地上 三階 | 2番ホーム                     | ←■ 緑線 大慶・高鉄台中站方面（豊楽公園駅）      |
| 地上 三階 | 1番ホーム                     | →■ 緑線 市政府・北屯総駅方面（文心森林公園駅）→ |
| 地上 三階 | 相対式ホーム 右側のドアが開く |                                                 |
| 地上 三階 | コンコース層（1番ホーム方）   | コンコース、窓口、自動券売機、改札口 売店、便所 |
| 地面      | 出入口層                      | 出入口                                          |

### 駅出口
- 出口1（南側）：五権西路二段

## 駅周辺
- 南屯区公所
- 台中市政府警察局（中国語版）第四分局大墩派出所、南屯派出所
- 台中清真寺
- 田心社区
- 中華郵政台中南屯路郵局
- 台中地区農会南屯弁事処
- 文心第一黄昏市場
- 五権西路二段
- 文心路一段
- 大墩四街、大墩五街

## 隣の駅
台中捷運
緑線（烏日文心北屯線）
文心森林公園駅 112 - 南屯駅 113 - 豊楽公園駅 114

### 註釈
1. ↑  2020年11月16日にプレ開業、中断を経て3月25日から4月23日にプレ営業再開